# Widford, Essex
Widford är en ort i unparished area Chelmsford, i distriktet Chelmsford, i grevskapet Essex, i England. Orten är belägen 2 km från Chelmsford. Widford var en civil parish fram till 1934 när blev den en del av Chelmsford och Writtle. Civil parish hade 457 invånare år 1931.